# Lars Niclas Enequist
Lars Niclas Enequist, född 27 oktober 1811 i Othems församling, Gotlands län, död 21 april 1883 i Visby stadsförsamling, var en svensk handelsman, riksdagsledamot och donator.
Lars Niclas Enequist var son till handlaren och konsuln Nils Enequist Larsson. Han var elev vid Göteborgs handelsinstitut 1827-1828 och därefter bokhållare hos en von Sydow i Stockholm och därefter medhjälpare i faderns handelsrörelse i Slite. 1835 erhöll Enequist burskap som handlare i Visby. Han blev senast 1837 nederländsk vice konsul, 1837 USA:s vice konsul och troligen 1840 brittisk vice konsul i Visby. Han fungerade även som bärgningsombud för Lloyd's of London. Han bildade tillsammans med Lars Hambræus, Lars Johan Hierta och J. Holm 1846 Gotländska myrbolaget. 1851 och 1862-1863 var han riksdagsman för borgarståndet. Enequist var 1855-1865 bosatt i Stockholm men återvände därefter till Gotland där han köpte Länna gård. Han innehade flera kommunala uppdrag i Visby och blev 1835 ledamot av Köpmansgillet i Visby. 1844-1845 var han ledamot av styrelsen för D. B. W.:s sparbank. Han var stadsfullmäktig 1867-1874. Enequist ansågs som en av Gotlands rikaste personer, men under tiden i Stockholm missköttes hans affärer och 1879 tvingades han i konkurs. Under sin krafts dagar donerade han dock pengar till uppförandet av ett badhus i Visby och grundplåten till uppförande av det som senare blev Visby botaniska trädgård.
Enequist blev 1856 riddare av Vasaorden.